# 克羅托申 (烏克蘭)
49°44′48″N 24°5′16″E / 49.74667°N 24.08778°E
克羅托申（烏克蘭語：Кротошин），是烏克蘭西部的村莊，隸屬利維夫州的利維夫區。該村面積1.49平方公里，海拔高度325米，2024年人口1,000，人口密度每平方公里690.6人。